# Ian Yi
Ian Yi Pochen (caratteri cinesi: 易柏辰; Taipei, 24 ottobre 1996) è un attore, cantante e ballerino taiwanese, membro della boyband SpeXial dal 2015.

## Biografia
Nato nel distretto di Shilin, nella capitale taiwanese Taipei, Ian Yi ha frequentato la Nan Chiang Industrial & Commercial Senior High School, da cui ha ottenuto un master's degree in arti performative. Alla fine del 2014, dopo aver ricevuto due anni di training, è stato inserito come membro della boyband SpeXial, insieme a due ulteriori nuovi membri. Ha debuttato negli SpeXial con il nome inglese di Ian il 13 gennaio 2015, in posizione di rapper e ballerino.
Come attore, invece, è noto per la partecipazione alle serie televisive Men with Sword, Stardom, K.O.3an Guo (2017, remake della serie omonima del 2009), Kai Feng Qi Tan, Well-Intended Love (distribuita internazionalmente su Netflix) e  Killer and Healer.

## Filmografia

### Cinema
- Girlfriend - Cortometraggio (2014)
- The Super Royal Highness (超级王爷, 2017)[6]
- The War Records of Deification (封神战纪, 2017)[7]

### Televisione
- The M Riders 4 (萌学园4时空战役, 2012)
- GTO (麻辣教师GTO, 2014)
- Men with Sword (刺客列传, 2016)[8]
- Stardom (明星志愿, 2016)[9]
- Stardom 2 (明星志愿2, 2017)
- Legend of the Little Monk 2 (降龙伏虎小济公2, 2017)[10]
- K.O.3an Guo 2017 (终极三国2017, 2017)[11]
- Kai Feng Qi Tan (开封奇谈, 2018)[12]
- Little Brother Has a Demon (小哥哥有妖气, 2018) (episodi 7-8)[13]
- Well-Intended Love(奈何BOSS要娶我, 2019)[14]
- Your Highness 2 (拜见宫主大人2, 2019) (ospite negli episodi 6-7)
- Young Blood Agency (民国少年侦探社, 2019)[15]
- Xing Zuo Zhi Shou Ren (星座值守恋人, 2019)
- The Romance of Hua Rong (一夜新娘, 2019)
- Well-Intended Love 2 (奈何BOSS要娶我2, 2020)[16]
- Hen Jun Bu Si Jiang Lou Yue (恨君不似江楼月, 2020)[17]
- Once We Get Married (只是结婚的关系, 2021)
- 108 Unordinaries (108异人录, in produzione)[18]
- The King of Tomb (墓王之王, in produzione)[19]

## Discografia
| Anno | Titolo inglese         | Titolo cinese   | Album                           | Note                  |
| ---- | ---------------------- | --------------- | ------------------------------- | --------------------- |
| 2017 | "I Am Your Super King" | 我是你的super王 | The Super Royal Highness OST    |                       |
| 2017 | "Nameless Warrior"     | 无名将          | Men with Sword 2 OST            |                       |
| 2017 | "Stopping Gentleness"  | 止步温柔        |                                 | Singolo di compleanno |
| 2017 | Big Shot"              | 大人物          | Kai Feng Qi Tan OST             |                       |
| 2018 | "Winter Half"          | 冬半            |                                 | Singolo di compleanno |
| 2019 | "Little Stars"         | 小星星          | Zhong Er Bing Hui Chuan Ran OST |                       |

## Premi e riconoscimenti
| Anno | Premio                                                      | Categoria                 | Opera nominata | Risultato       | Note   |
| ---- | ----------------------------------------------------------- | ------------------------- | -------------- | --------------- | ------ |
| 2018 | Golden Bud - The Third Network Film And Television Festival | Miglior attore esordiente |                | Vincitore/trice | [ 20 ] |